# Kōhei Tsuka
Kōhei Tsuka (つか こうへい Tsuka Kōhei ?, 24 de abril de 1948 – Kamogawa, 10 de julio de 2010) fue un dramaturgo, director de teatro y guionista coreano-japonés. Fue una de las figuras más influyentes del teatro japonés, hasta el punto que en la historia teatral japonesa reciente se ha dividido en períodos pre-Tsuka y post-Tsuka.

## Biografía
Tsuka era un coreano-japonés de segunda generación cuya experiencia como miembro de una minoría influyó en su obra. Tsuka comenzó su carrera teatral con la obra Yūbinya-san chotto cuando era estudiante de la Universidad de Keio.
En 1974, Tsuka comenzó con su propio grupo teatral, Tsuka Kōhei Jimusho, grupo representativo de la segunda generación del teatro moderno japonés. Se centró menos en el texto, a menudo improvisando basado en la obra escrita, y utilizó el lenguaje cotidiano de los jóvenes. Los decorados de sus obras eran mínimos con un escenario casi vacío. Su sistema, nombrado jikogekika, obligaba a los actores a interpretarse a sí mismos y a sus ideas en el escenario, con poca preocupación por la sociedad en su conjunto.
Tsuka se tomó un descanso profesional entre noviembre de 1982 a febrero de 1989.

## Obra seleccionada
- 1970 Yūbinya-san chotto (郵便屋さんちょっと)

## Premios
- Premio del Drama Kunio Kishida por Atami satsujin jiken (1974)[4][2]
- 86th Premio Naoki de literatura por la película Kamata kōshin kyoku (1981)
- Nippon-shō al mejor guion por la película Kamata kōshin kyoku (1983)